# Stazione di Palombina
A Stazione di Palombina egy vasútállomás Olaszországban, Marche régióban, Ancona település Palombina frazionéjában.

## Vasútvonalak
Az állomást az alábbi vasútvonalak érintik:
- Ancona–Orte -vasútvonal
- Bologna–Ancona-vasútvonal

## Kapcsolódó állomások
A vasútállomáshoz az alábbi állomások vannak a legközelebb: 
- Stazione di Falconara Marittima
- Stazione di Ancona Torrette